# Clidemia inopogon
Clidemia inopogon är en tvåhjärtbladig växtart som beskrevs av Carl Friedrich Philipp von Martius. Clidemia inopogon ingår i släktet Clidemia och familjen Melastomataceae. Inga underarter finns listade i Catalogue of Life.